# 国際連合安全保障理事会決議1340
国際連合安全保障理事会決議1340（こくさいれんごうあんぜんほしょうりじかいけつぎ1340 英語: United Nations Security Council Resolution 1340）は、2001年2月8日に国際連合安全保障理事会において全会一致で採択された決議。安保理決議808（1993年2月22日に全会一致で採択：旧ユーゴスラビア国際戦犯法廷の設置提案）、安保理決議827（1993年5月25日に全会一致で採択：旧ユーゴスラビア国際戦犯法廷の設置）、安保理決議1166（1998年5月13日に全会一致で採択：旧ユーゴスラビア国際戦犯法廷の第3裁判部設置）、および安保理決議1329（2000年11月30日に全会一致で採択：旧ユーゴスラビア国際戦犯法廷、ルワンダ国際戦犯法廷の上訴裁判部の人員拡充）を想起した上で、国際連合安全保障理事会は国際連合総会に対し検討事項として旧ユーゴスラビア国際戦犯法廷の常在判事候補者一覧を送付した。
コフィー・アナン国際連合事務総長に提案した候補者一覧は以下の通りである。
- カーメル・A・アジウス（マルタ共和国）
- リチャード・バンダ（英語版）（マラウイ共和国）
- モハメド・アミン・エル・アッバシ・エルマディ（エジプト）
- デイヴィッド・ハント（オーストラリア）
- クロード・ヨルダ（フランス）
- クォン・オゴン（英語版）（韓国）
- 劉大君（中国）
- アブデラウーフ・マブーリ（チュニジア）
- リチャード・メイ（英語版）（イギリス）
- テオドール・メロン（英語版）（アメリカ合衆国）
- フローレンス・ヌデペレ・ムワチャンデ・ムンバ（ザンビア）
- ラファエル・ニエット・ナヴィア（コロンビア共和国）
- レオポルド・ヌタホンパゲーゼ（ブルンジ）
- アルフォンサス・マルティヌス・マリエ・オリエ（オランダ）
- ファウスト・ポーカー（英語版）（イタリア）
- ジョナ・ラヘトラー（マダガスカル）
- パトリック・リプトン・ロビンソン（英語版）（ジャマイカ）
- アルミーロ・シモンイス・ロドリゲス（ポルトガル）
- ミリアム・ディフェンソール・サンティアゴ（英語版）（フィリピン）
- ウォルフガング・ションブルグ（英語版）（ドイツ）
- モハメド・シャハブッディーン（ガイアナ共和国）
- ディメトラキス・スタイラニデス（キプロス）
- クリステル・テリーン（スウェーデン）
- ボロディミル・バシレンコ（ウクライナ）
- カラム・チャンド・ヴォーラー（マレーシア）